# Нойбер, Фредерика Каролина
Фредерика Каролина Нойбер (нем. Friederike Caroline Neuber, 9 марта 1697 — 30 ноября 1760) — немецкая актриса, представительница раннего просветительского классицизма и активный участник реформации театра Германии.

## Ранние годы
Родилась Фредерика 9 марта 1697 года в Райхенбах-им-Фогтланде в семье судебного инспектора города Цвикау Даниеля Вейссенборна и его жены Анны Розины Вильгельм. Отец был тираном и часто сурово наказывал единственного нелюбимого ребёнка. У Каролины на всю жизнь сохранился шрам на лице от удара плёткой, нанесённого её отцом.
В 15 лет она пыталась бежать из дома вместе с помощником отца Готтфридом Цорном, который был обвинён в похищении и соблазнении. Чтобы спасти возлюбленного от осуждения, Каролина взяла вину на себя, и, после долгого процесса, они были оправданы. Но позже выяснилось, что Готтфрид состоит в браке и тем самым виновен в измене, поэтому Каролина была вынуждена снова вернуться к отцу и его тирании.
В 1717 года Каролина снова бежала из дома с Иоганном Нойбер, с которым она разделяла страсть к театру.

## Начало актёрской деятельности
Иоганн Нойбер и Каролина Вейссенборн вступили в актёрскую труппу Шпигельберга (Spiegelberg’sche Schauspielertruppe). 5 февраля 1717 года они заключили брак в соборе Брауншвейга и решили посвятить себя театру. Нойберин, теперь её так называли, сразу же обнаружила незаурядный артистический талант и легко выдвинулась как в первой труппе, в которой она работала, так и в дальнейших, куда она переходила вместе с мужем на все более и более ответственные амплуа. Они странствовали с труппой бродячих комедиантов, выступая в придворных театрах Дрездена, Брауншвейга и Ганновера, где Каролина увлеченно играла импровизированные комедии. Она великолепно играла комедийные роли, особенно отличалась в пьесах с переодеванием, но в то же время Каролина пробовала себя и в трагедийном жанре. В трагедии её игра возвестила новую эру в истории немецкого актёрского мастерства.
На 10 лет позже, в 1727 году, она с мужем основала собственную компанию Нойберских комиков в Лейпциге, в которую принимала только лучших актёров. Благодаря посредничеству саксонского придворного поэта Иоганна Ульриха Кенига, Каролина получила от курфюрста Фридриха Августа I (Август Сильный) привилегию занять под постоянный театр здание Большого Блумберга на Брюле.
В качестве антрепренёров, в свою труппу они стали набирать талантливых актёров, к которым предъявлялись высокие моральные требования. В театре царил порядок и строгая дисциплина, каждый из актёров должен был заботиться о своем культурном и образовательном уровне. Каролина арендовала жилье для них и платила фиксированное жалование. Эта труппа стала основателем так называемой Лейпцигской школы актёрской игры и служила примером для всей последующей истории просветительского театра Германии. Нойбер упорно работала с актёрами своей труппы, прививала им новые приемы игры, в частности, вместо импровизации она требовала точного заучивания стихотворного текста, обучала правильной декламации александрийского стиха, что было трудно, и, быть может, одна только Каролина постигла по-настоящему секрет декламации на французский лад. Также она обучала актёров «благородной» осанке и жестикуляции и ввела новые понятия в своей труппе, такие как амплуа актёра. И постепенно, у неё создалась образцовая труппа.

## Каролина Нойбер и Иоганн-Кристоф Готшед
С общего согласия всей труппы для совместной работы с актёрами был приглашен писатель и ученый Готтшед, Иоганн Кристоф, профессор университета и ярый поклонник классицизма. В отличие от французского классического театра, который играли при дворе и который содержал много балетных сцен в драмах, Каролина, как режиссёр и постановщик, ставила свои спектакли для среднего класса и упор делала на литературный немецкий язык. Каролина во французском театре ещё до Готшеда находила много здравого и нужного. Она мечтала о борьбе с традициями шутовской комедии, утверждёнными Страницким, стремилась упорядочить немецкий театр, подчинить актёрское искусство французским образцам, но с упором на немецкий язык. Готшед был максималист, требовал, чтобы театр ничего не знал, кроме французского классицистского репертуара, чтобы с его подмостков было изгнано все, что напоминало старый репертуар. После некоторых колебаний Каролина отдала свою труппу служению этой идее.
Готшед усиленно снабжал труппу репертуаром, переводя одну за другой французские трагедии, а с 1735 года переводческую работу стала делить с ним вышедшая за него замуж поэтесса Луиза Виктория Кульмус.
Каролина добросовестно ставила и переводы супругов Готшед, но целиком перейти на классицистский репертуар Нойбер не могла потому, что этому противились и её товарищи, и публика. Поэтому на афишах стали вновь появляться пьесы с Гансвурстом и итальянские арлекинады, которые публика посещала гораздо охотнее, чем трагедии.
Упорное нежелание публики лишаться лицезрения Гансвурста охладило отношения между Готшедом и Каролиной. Холодность росла и, в связи с личными столкновениями, привела к разрыву. Каролина уехала на гастроли, а её место заняла труппа, сформированная Шенеманом.
Каролина начала ставить трагедии другого классициста, Элиаса Шлегеля, и постепенно расширяла свой репертуар, привлекая пьесы датского драматурга Людвига Хольберга и представителей входившей в моду французской буржуазной драмы — Детуша и Лашоссе, и их последователя, немецкого сентименталиста Христиана Геллерта. В её же театре появились на подмостках первые юношеские комедии Лессинга.

## Уход со сцены
Деятельность Каролины после отъезда из Лейпцига была почти сплошной цепью неудач. Прекрасно начатые гастроли в России оборвались в конце 1740 года из-за смерти Анны Иоанновны и сопровождавшего её падения Бирона — покровителя немецкой труппы. А возвратившись в Германию, Каролина уже нигде не могла основаться на сколько-нибудь продолжительный срок. В 1753 году она сделала последнюю попытку создать свой театр в Вене. Она тоже кончилась неудачно. Каролина с мужем после этого вынуждены были вступить в совсем маленькую труппу бродячих комедиантов, а когда Семилетняя война привела к разорению центральную Германию и смела все слабые театральные организации, Каролина решила окончательно бросить сцену. Последние годы жизни она провела у старых друзей и умерла всеми забытая в 1760 году. Мужа она потеряла за несколько месяцев до своей смерти.
Деятельность Каролины Нойбер оставила немецкому театру в наследство напыщенную напевную декламацию александрийских стихов, преувеличенный жест и балетную поступь. Она воспитала немало талантливых актёров, например, К. Аккермана, И. Ф. Шёнемана, Г. Коха.

## Память
На месте захоронения Фредерики Каролины Нойбер впоследствии был установлен памятник.
В Германии были выпущены марки с Нойбер, на одной она в костюме одной из своих героинь — травести, на другой её портрет.
В Лейпциге с 1998 года установлена Премия Каролины Нойбер, которая присуждается каждые 2 года лучшей немецкоговорящей актрисе.
В романе «Театральное призвание», Гёте запечатлел образ Каролины Нойбер (в лице мадам де Ретти) в поздний период её деятельности.
Изображена на почтовой марке ГДР 1972 года.
В 1985 году в честь Каролины Нойбер выпущена памятная монета номиналом 5 марок ГДР.